# Szczawik żółty
Szczawik żółty (Oxalis stricta L.) – gatunek rośliny z rodziny szczawikowatych (Oxalidaceae). Jako gatunek rodzimy występuje w lasach i wąwozach wschodniej Azji i wschodniej części Ameryki Północnej, a jako zawleczony i dziczejący – niemal na całym świecie, jest także pospolity w Polsce. W uprawach jest uciążliwym i trudnym do zwalczenia chwastem. Bywa lub bywał wykorzystywany jako roślina jadalna, lecznicza, magiczna i barwierska.

## Rozmieszczenie geograficzne
Szczawik żółty rośnie naturalnie w Azji Wschodniej – w Chinach, Korei, na Dalekim Wschodzie Rosji, na Wyspach Japońskich oraz we wschodniej części Stanów Zjednoczonych. Jako gatunek introdukowany zadomowił się w Europie, pozostałej części Azji i Ameryki Północnej, w Afryce, Australii i Oceanii.
W Europie pojawił się w XVII lub XVIII wieku zawleczony jako chwast do ogrodów botanicznych. W Polsce notowany od 1809 roku i współcześnie w pełni zadomowiony. Wkracza do siedlisk półnaturalnych.

## Morfologia

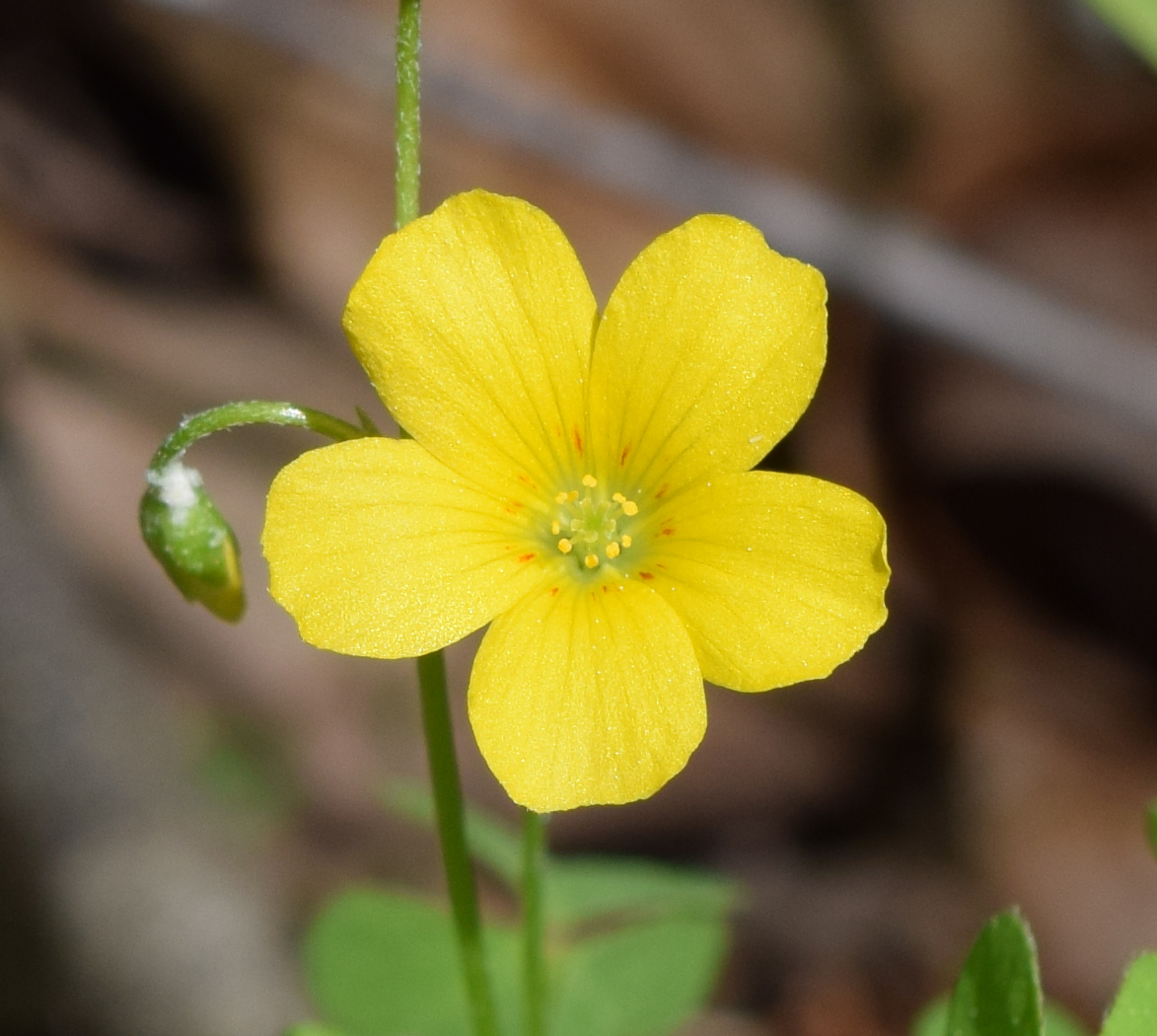
Kwiat

PokrójRoślina jednoroczna lub krótko żyjąca zielna bylina, osiągająca zwykle 10–30 cm, rzadziej do 40 cm wysokości, z wiekiem pokładająca się (nie korzeni się jednak w węzłach). Roślina z krótkim kłączemi podziemnymi rozłogami. Wszystkie części rośliny w różnym stopniu mogą być owłosione włoskami jednokomórkowymi, a w węzłach także wielokomórkowymi. Włoski najczęściej są przylegające i skierowane ku górze.
ŁodygaZ krótkiego, mięsistego kłącza barwy białej do różowej wyrasta początkowo pojedyncza, prosto wzniesiona łodyga. Z wiekiem łodyg z nasady wyrasta więcej (do trzech) i zaczynają się one pokładać. Łodygi są rozgałęzione, obłe i w górze delikatnie bruzdkowane. Zielone, czasem purpurowo nabiegłe.
LiścieSkrętoległe (czasem skupione i wówczas zdają się być naprzeciwległe lub okółkowe), długoogonkowe (ogonek długości 3–8, rzadko do 12 cm długości), bez przylistków, ewentualnie z przylistkami szczątkowymi, zaokrąglonymi. Blaszka liściowa trójlistkowa, cienka, do 3 cm średnicy. Listki szeroko odwrotnie sercowate z krótkimi ogonkami, osiągają do 1,5 cm długości i 2 cm szerokości. U nasady zwężają się, a na szczycie są szeroko wycięte. Brzeg blaszki liściowej oraz jej spód, zwłaszcza na nerwach, jest owłosiony.
KwiatyKwiaty promieniste o symetrii 5-krotnej. Zebrane po 2–5 w kwiatostany wierzchotkowate wyrastające z pachwin liści w górnej części pędu. Szypuła kwiatostanu jest owłosiona silniej niż łodyga. U nasady z kolankiem stawowo zgrubiałym. Osiąga do 3–9 cm długości. Szypułki kwiatowe osiągają 5-10 mm długości i u ich nasady wyrasta drobna, równowąska przysadka o długości do 2 mm. Pąki kwiatowe zwisają. Działki kielicha wzniesione, trwałe, równowąskie do wąsko eliptycznych o długości 4–7 mm i szerokości 1–2 mm, na brzegu orzęsione. Płatki korony jasnożółte, podługowato, odwrotnie jajowate, dwa razy dłuższe od działek. Pręciki w jednym okółku o nitkach dłuższych i jednym o nitkach krótszych, wszystkie u dołu zrośnięte. Pylniki drobne. Zalążnia podługowatojajowata, zwieńczona 5 owłosionymi szyjkami. Na ich szczycie drobne znamiona.
OwoceWydłużone, 5-kanciaste, nagie lub owłosione torebki osiągające do 1,5 cm długości. Torebka jest 5-komorowa i w każdej z komór zawiera po 4–10 nasion. Nasiona jajowate o długości do 1,5 mm i szerokości do 1 mm, brązowe do brązowoczerwonych, z poprzecznymi bruzdami i z jedną bruzdą oraz żebrem podłużnym. Podczas owocowania szypułki odgięte są poziomo lub są wzniesione.

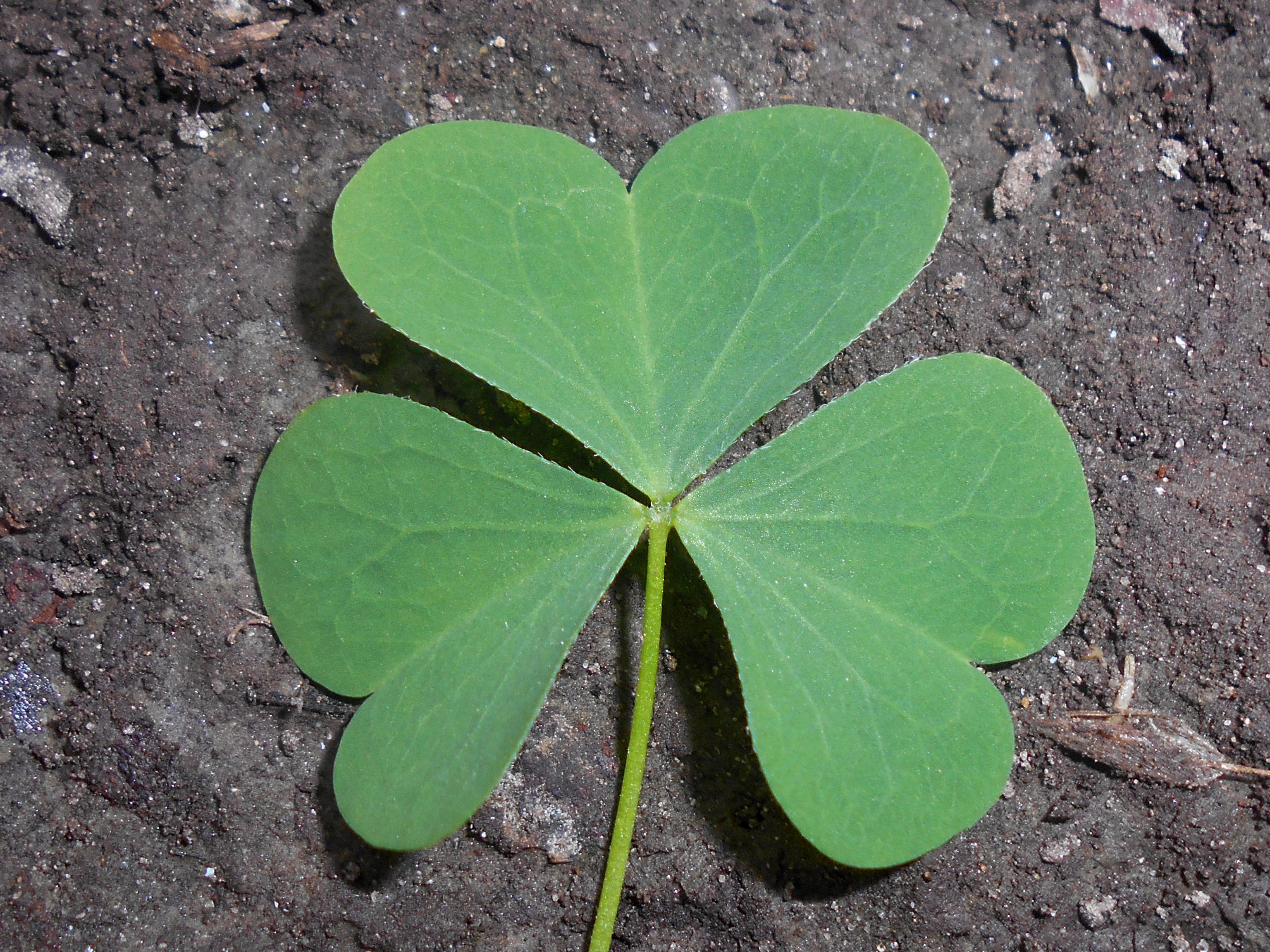
Górna strona liścia
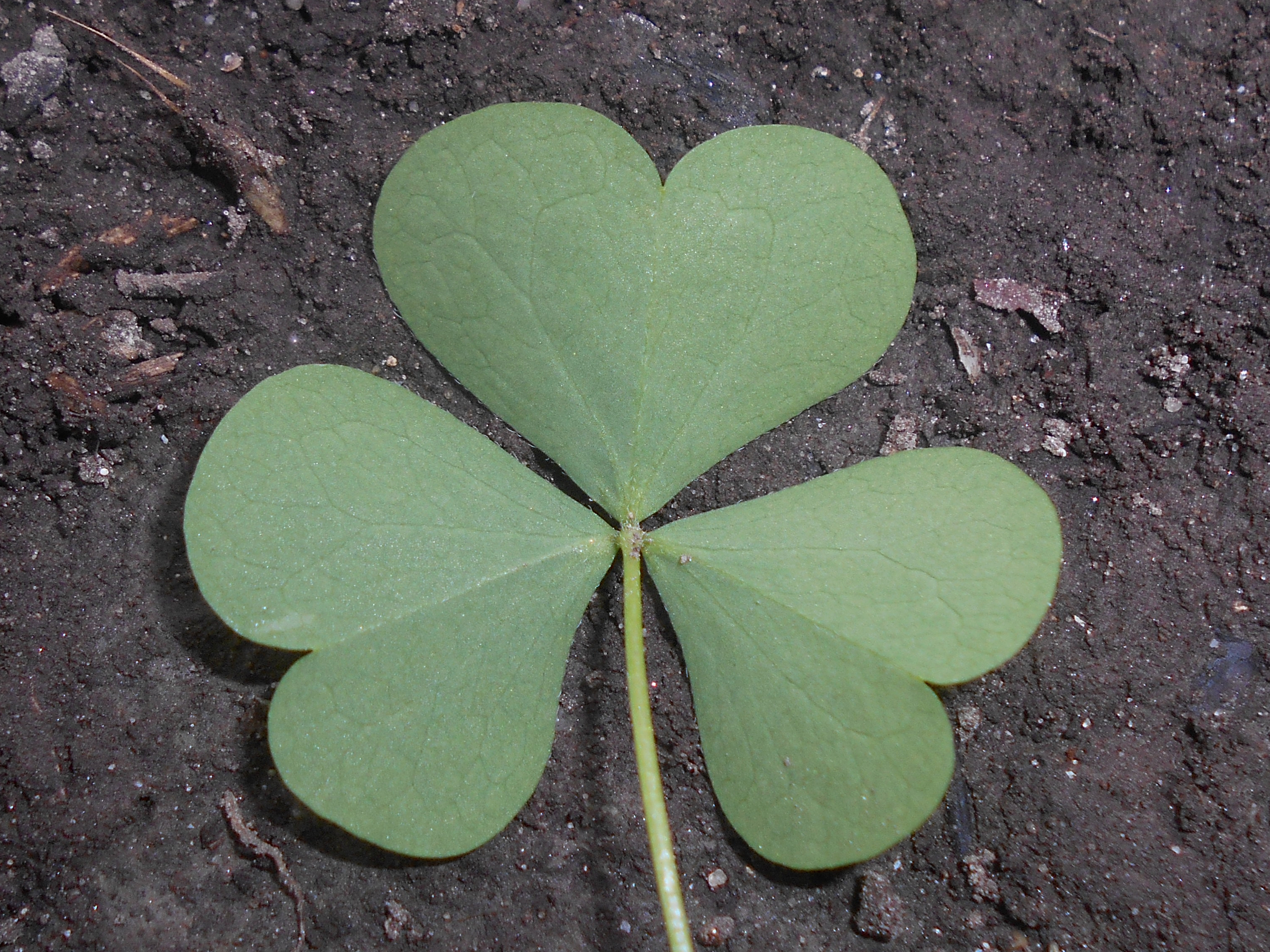
Dolna strona liścia
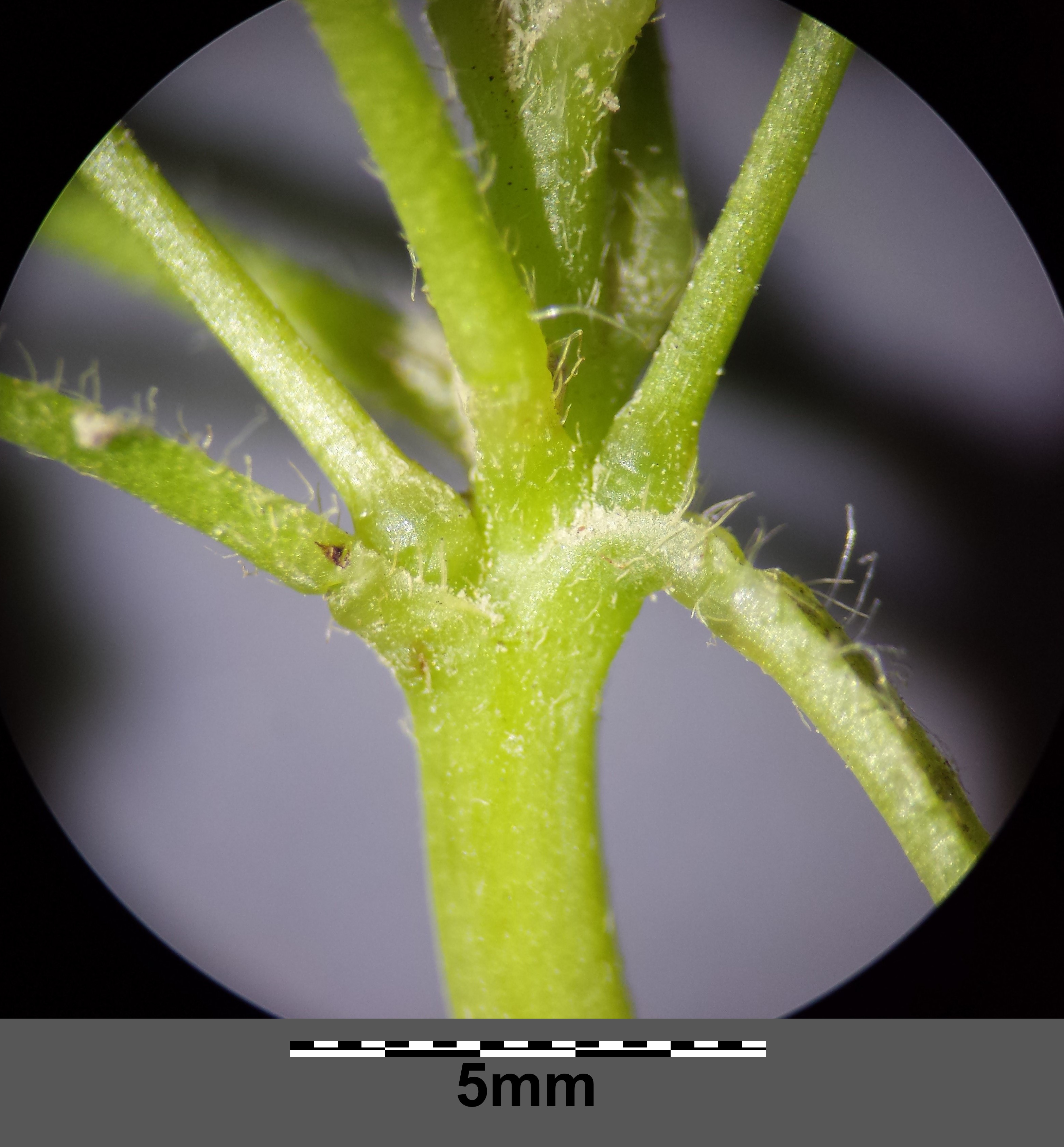
Łodyga z nasadami liści i szypuł kwiatostanowych
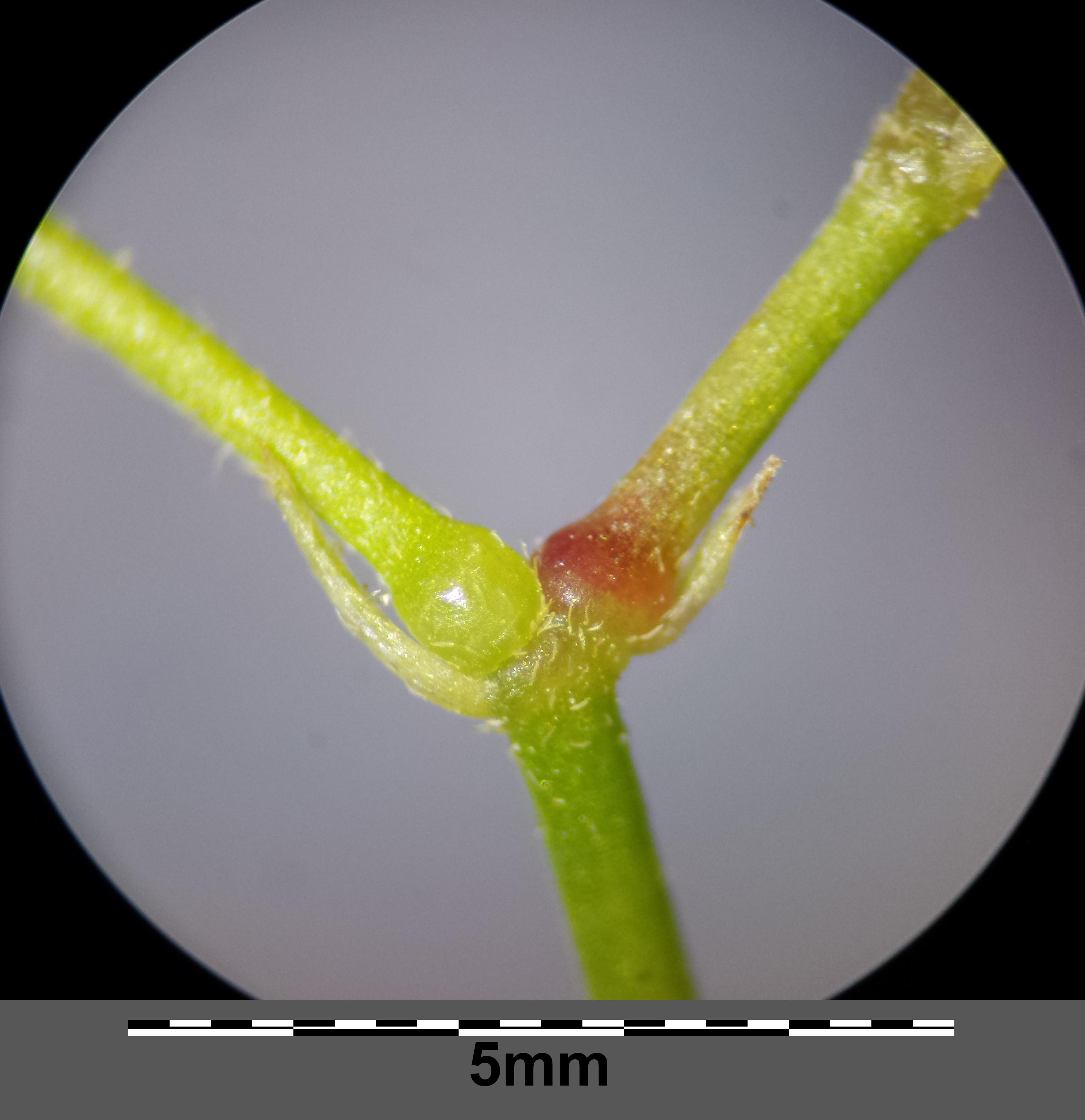
Rozgałęzienie kwiatostanu z przysadkami i zgrubiałymi kolankami
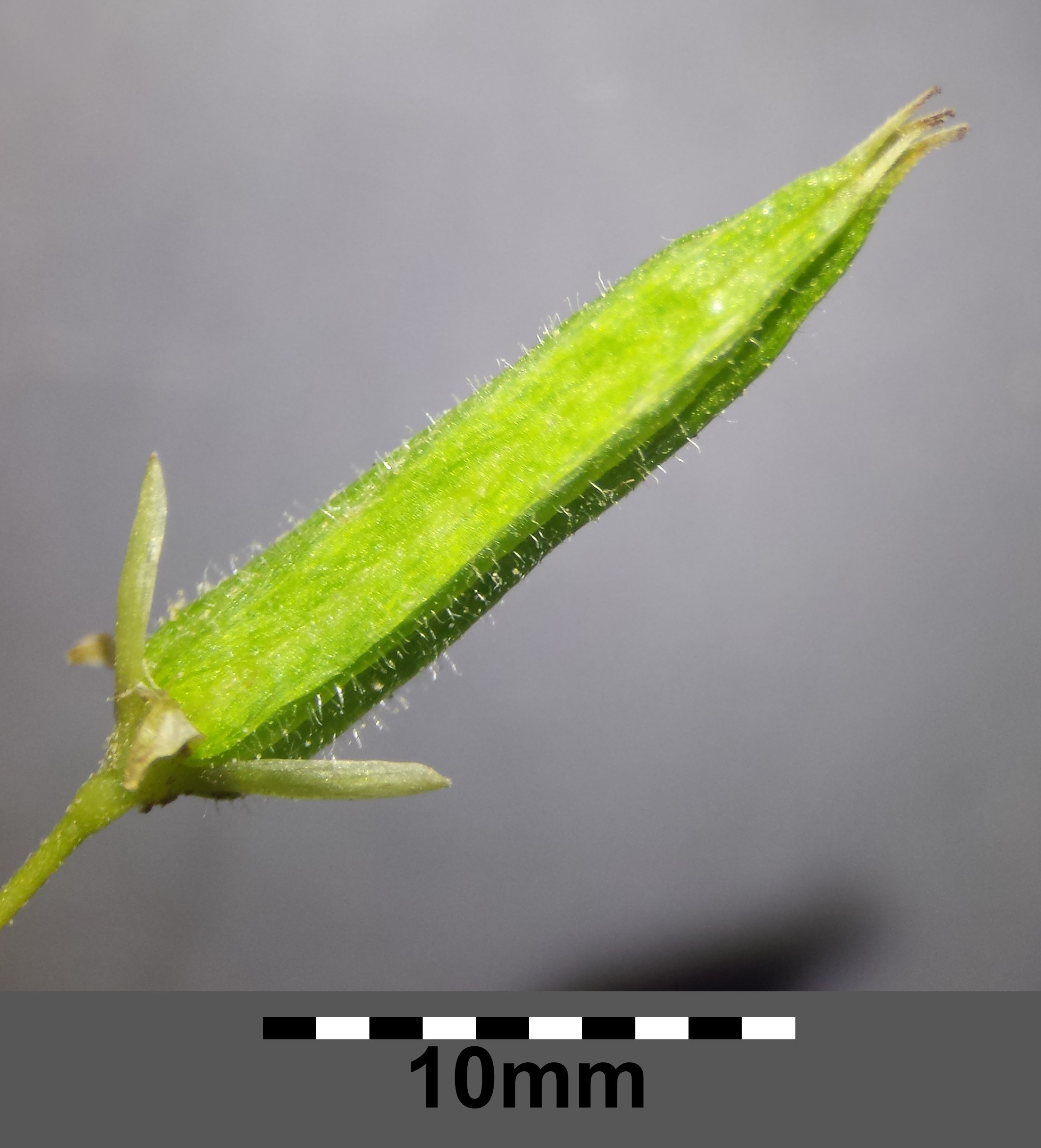
Owoc
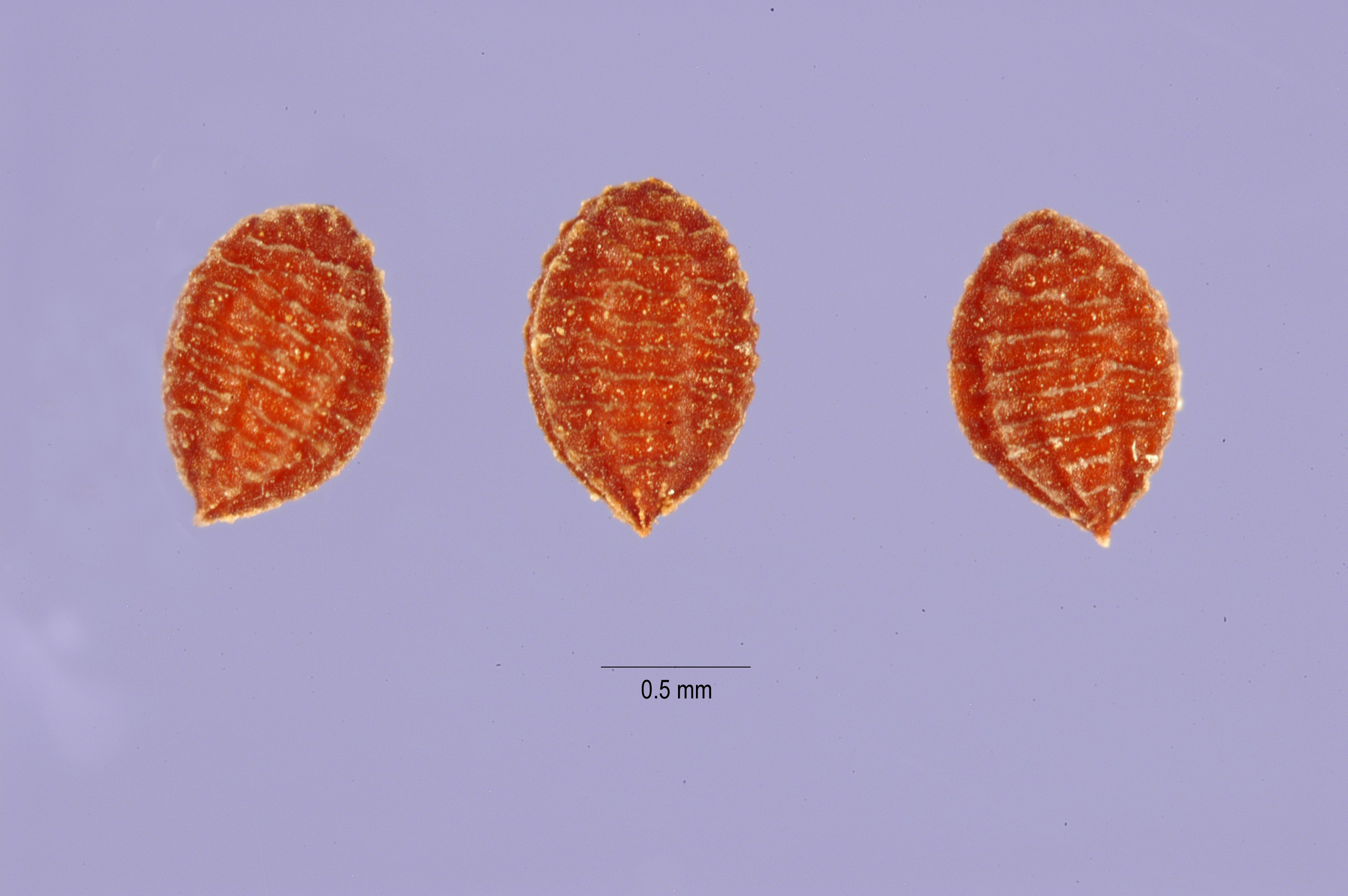
Nasiona

Gatunki podobneOd innych żółto kwitnących szczawików introdukowanych do Europy – Dillena i rożkowatego różni się brakiem przylistków (wymienione gatunki mają przylistki przyrośnięte do ogonków liściowych) oraz obecnością zgrubiałych kolanek na szypułkach kwiatów i owoców.

## Biologia

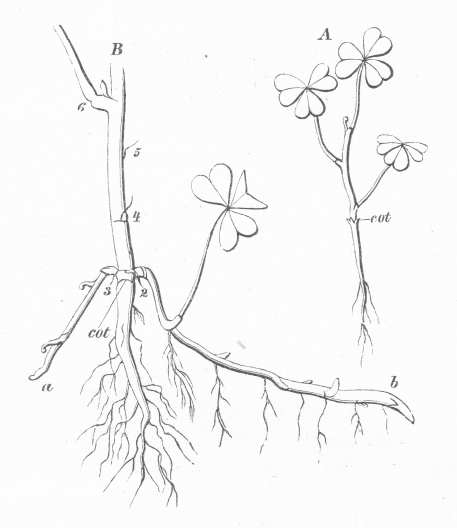
Siewka (A) i roślina jednoroczna (B) z podziemnymi rozłogami

Geofit. W Europie Środkowej siewki kiełkują w maju, a niedługo po nich ukazują się pędy wyrastające z kłączy. Szczawik żółty kwitnie w zależności od warunków klimatycznych od lutego do października, w Europie Środkowej od czerwca do października. Kwiaty otwierają się regularnie między godziną 8 a 9 rano (dlatego bywa sadzony w kwiatowych zegarach) w dni słoneczne. W nocy i podczas dni pochmurnych kwiaty pozostają stulone. Zapylenia dokonują owady. Nasiona rozsiewane są podczas gwałtownego otwierania się dojrzałych torebek pod wpływem dotknięcia (ballochoria). Są w efekcie wyrzucane na odległość do 2 m, a według niektórych źródeł nawet ponad 4 m od rośliny macierzystej. Pojedyncza roślina owocując przez cały sezon wegetacyjny może wydać w jego trakcie 5 tysięcy nasion. Kiełkuje niemal 100% z nich. Dodatkowo roślina rozprzestrzenia się wegetatywnie za pomocą podziemnych rozłogów, dzięki czemu tworzyć może zwarte płaty.
Część podliścieniowa siewki (hipokotyl) ma do 1 cm długości i w górnej części pokryta jest nielicznymi włoskami gruczołkowymi. Dwa liścienie osadzone są na krótkich (1 mm), nagich ogonkach, ich blaszka jest jajowata o długości 2–3 mm, z nielicznymi włoskami gruczołkowymi na brzegu, o wierzchołku zaokrąglonym i nasadzie nieco zbiegającej. Łodyżki nadliścieniowej (epikotylu) brak. Pierwsze liście właściwe, wyrastające skrętolegle, są trójlistkowe. Ogonek liściowy osiąga 0,6 do 1,5 cm długości. Listki są trójkątnie jajowate, o długości 2–3 mm, nieco szerze niż dłuższe. Szczyt listków jest wyraźnie wcięty.
Liczba chromosomów 2n = 18, 24.

## Ekologia

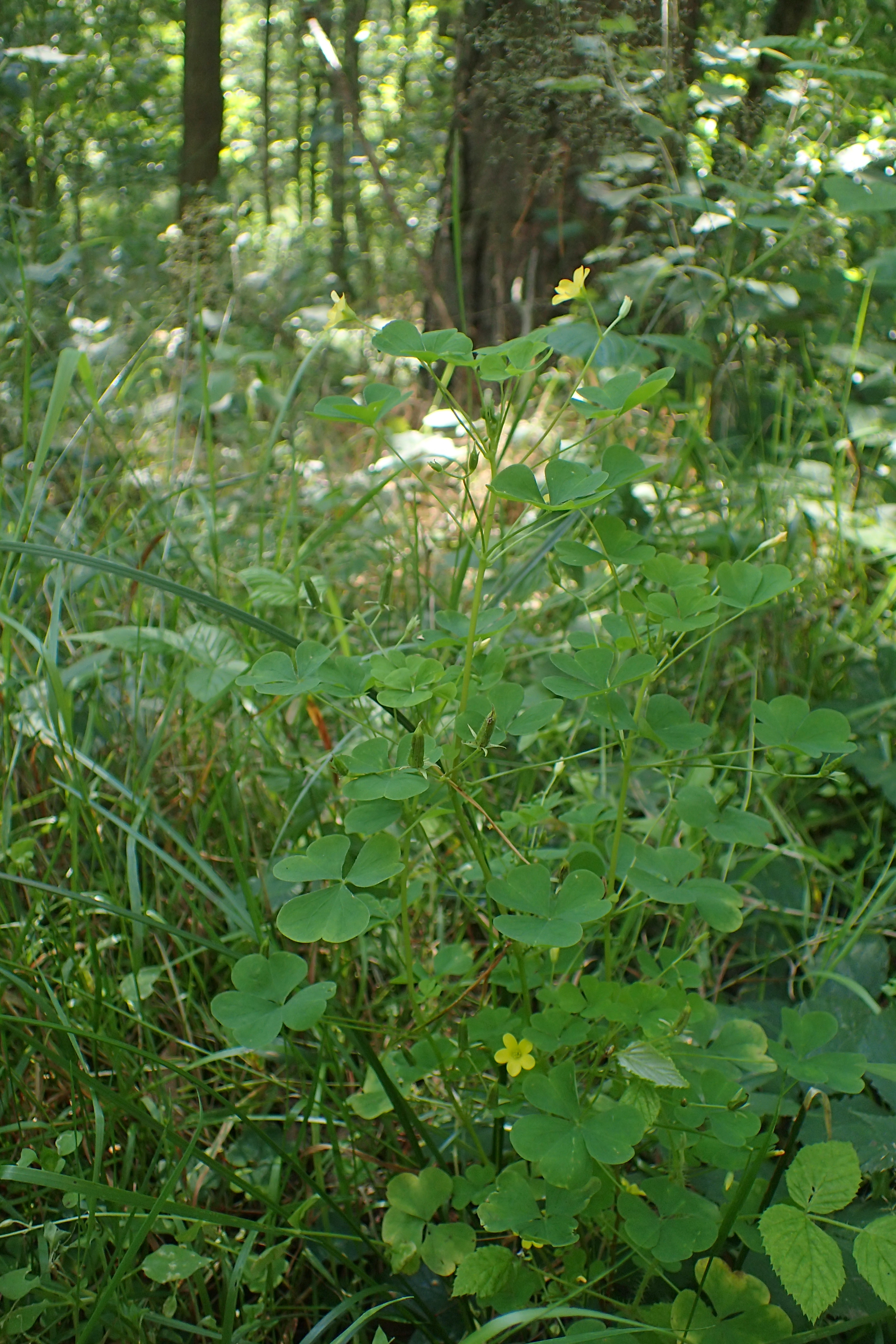
Szczawik żółty w runie lasu pod Kołobrzegiem

W naturze rośnie w wąwozach, lasach i nad rzekami. Pospolicie występuje na siedliskach antropogenicznych: na trawnikach, polach, w ogrodach i parkach, na terenach kolejowych i przydrożach, a także na murach. Rośnie w pełnym słońcu i w półcieniu, na bardzo różnych glebach, ale najlepiej na wilgotnych, średnio próchnicznych, obojętnych lub słabo kwaśnych. Preferuje gleby zasobne w wapń i dlatego może pojawić się masowo na polach po ich wapnowaniu.
W fitosocjologii uznawany za gatunek charakterystyczny zespołu roślinnego chwastów upraw roślin okopowych – Oxalido-Chenopodietum polyspermi.
Może tworzyć mieszańce ze szczawikiem Dillena.

## Taksonomia i nomenklatura
Jeden z wielu gatunków żółto kwitnących szczawików grupowanych w sekcji Corniculatae. Opisany przez Karola Linneusza w 1753 w Species Plantarum. Wybór lektotypu w materiałach zielnikowych Linneusza okazał się problematyczny i ustalony został dopiero w końcu XX wieku i na początku XXI wieku. Gatunek w 1979 został uznany za tożsamy z Oxalis fontana opisanym przez Alexandra Bunge z Azji Wschodniej w 1835.
Nazwa rodzajowa Oxalis utrwalona została przez Linneusza i nawiązuje do określenia rośliny u Nikandra, u którego oznacza ziele o kwaśnym smaku. Nazwa pochodzi od greckich słów oxýs (=ostry, kwaśny) i hals, halós (=sól). Określenie gatunkowe stricta oznacza z łaciny: wyprężony, sztywny. Nazwa polska gatunku ustalona została jeszcze w XIX wieku. Ta sama nazwa pojawiać się zaczęła w obrocie handlowym w odniesieniu do pochodzącego z Chile gatunku ozdobnego szczawika – Oxalis valdiviensis.

## Znaczenie ekonomiczne

### Chwast
Gatunek jest uciążliwym chwastem upraw. Jest trudny do zwalczenia za pomocą środków ochrony roślin, a usuwanie mechaniczne jest nierzadko mało skuteczne z powodu odłamujących się podziemnych rozłogów, z których wyrastają nowe pędy. Stosunkowo najbardziej efektywne jest usuwanie mechaniczne roślin młodych (do 6 tygodni), jeszcze nie owocujących i nie tworzących silnych rozłogów. Pomóc w ograniczeniu kiełkowania może mulczowanie gruntu. Nie pomaga w zwalczeniu tego gatunku koszenie – rośliny łatwo odrastają, a w miejscach regularnie koszonych zaczynają rosnąć przy gruncie. Problemem w zwalczaniu gatunku w uprawach jest też jego szybki rozwój – rośliny zakwitają niedługo po kiełkowaniu i kwitną i owocują przez cały sezon wegetacyjny. Ze względu na delikatny pokrój i niewielkie rozmiary roślina nie jest bardzo problematyczna w kontekście plonowania upraw. Jej szkodliwość jest bardziej istotna w uprawach niektórych traw, zwłaszcza kukurydzy i sorgo, ponieważ jest gospodarzem dla patogennych grzybów z rodzaju Puccinia zarażających gatunki uprawiane. Może być też powodem zanieczyszczenia nasion roślin uprawianych.

### Roślina jadalna
Szczawik żółty jest w całości rośliną jadalną (łodygi w dolnej części bywają włókniste, najlepiej spożywać liście, kwiaty, owoce i łodygę z górnej części pędu), jednak ze względu na zawartość kwasu szczawiowego należy spożywać go ostrożnie, w niewielkich ilościach. Spożyty w nadmiarze kwas szczawiowy blokuje wchłanianie wapnia prowadząc do zaburzeń stanu odżywienia. W szczególności spożywania szczawiku unikać powinni cierpiący na reumatyzm, zapalenie stawów, dnę moczanową, kamicę nerkową lub zgagę. Po obróbce cieplnej działanie szkodliwe rośliny jest mniejsze. Zalecana jest jako dodatek zaostrzający smak potraw, w tym sałatek (dodanie kwiatów służy także do ich ozdoby). Zaleca się pozyskanie roślin do spożycia tuż przed podaniem, ponieważ szybko więdną i po ścięciu lub zerwaniu skulają liście i kwiaty. W razie potrzeby przechowywać roślinę można w szczelnej, wilgotnej torbie w lodówce. Indianie Kiowa żuli liście szczawika żółtego w celu stłumienia pragnienia.

### Inne zastosowania
Szczawik żółty bywa też wykorzystywany jako roślina lecznicza i w takim celu wykorzystywany był przez Indian Ameryki Północnej. Przypisywane jest mu działanie ściągające, przeciwgorączkowe i oczyszczające krew. Sok z liści stosowany był na skaleczenia i ukąszenia owadów. Roślina wykorzystywana była jako magiczna, stosowana przeciw złym duchom. Bywa czasem też wysiewana jako ozdobna. 
W wyniku gotowania całej rośliny uzyskuje się barwnik żółty (taki wytwarzali Menomini) lub pomarańczowy (taki wyrabiali Indianie z plemienia Meskwaki).